# Afropydna angolensis
Afropydna angolensis är en fjärilsart som beskrevs av Sergius G. Kiriakoff 1961. Afropydna angolensis ingår i släktet Afropydna och familjen tandspinnare. Inga underarter finns listade i Catalogue of Life.